# Alexander von Knobelsdorff

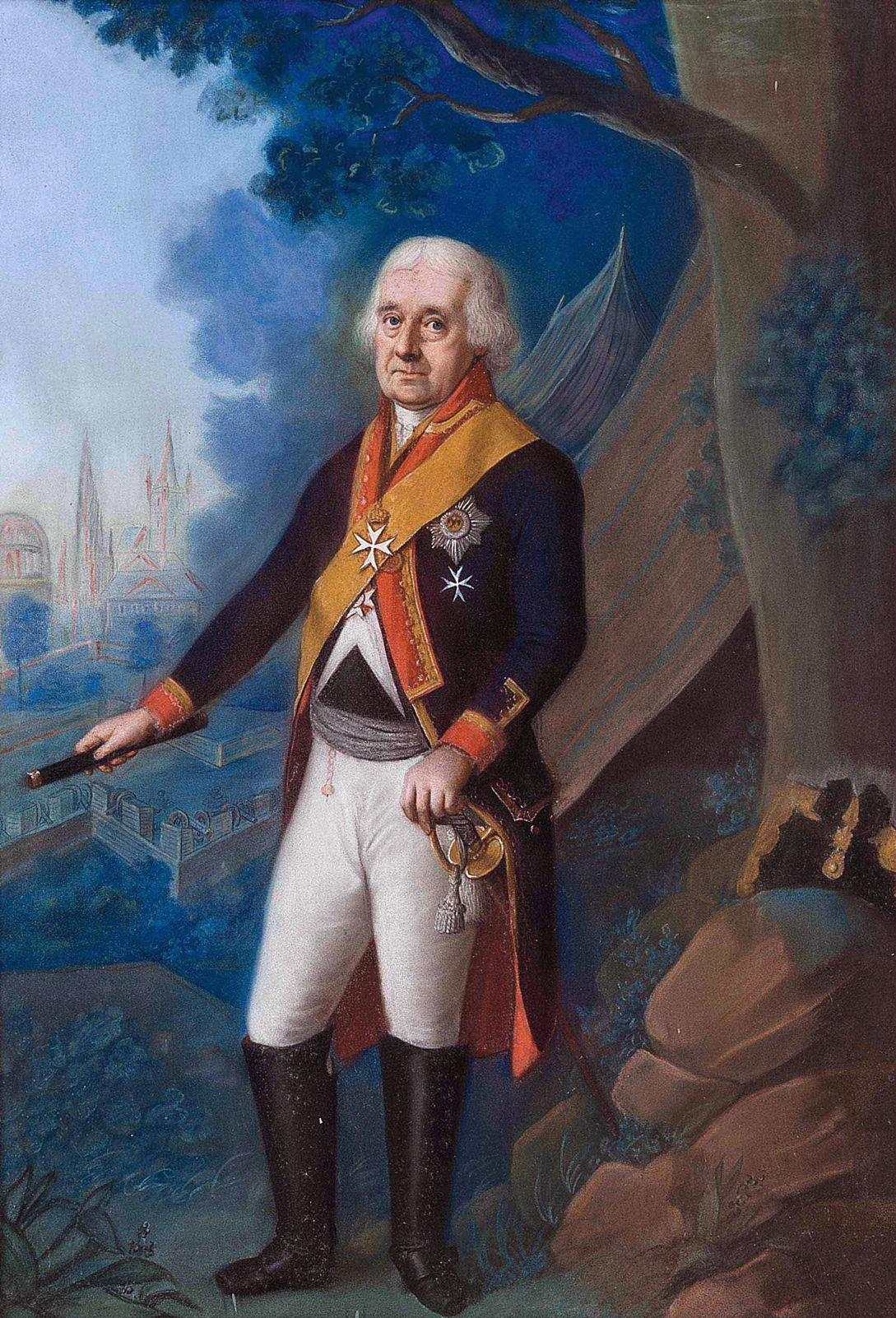
Generalfeldmarschall Alexander Friedrich von Knobelsdorff

Alexander Friedrich von Knobelsdorff (* 13. Mai 1723 in Cunow bei Crossen; † 10. Dezember 1799 in Stendal) war ein preußischer Generalfeldmarschall.

## Leben

### Herkunft
Alexander entstammte dem Uradelsgeschlecht von Knobelsdorff. Er war der Sohn von Johann Friedrich von Knobelsdorff (* 1693; † 27. Juni 1760 in Berlin), preußischer Oberforstmeister und Erbherr auf Kunow, Bobersberg und Kuckedel und dessen Ehefrau Wilhelmine Charlotte, geborene von Kalkreuth aus dem Hause Ogersitz (* 23. März 1705 in Ogersitz; † 29. März 1761 in Berlin). Seine Brüder August Rudolf (1727–1794) und Kurd Gottlob (1735–1807) wurden ebenfalls preußischer Generäle.

### Militärkarriere
Knobelsdorff besuchte das Joachimsthaler Gymnasium in Berlin und wurde am 14. Januar 1737 Page bei der Kronprinzessin Elisabeth Christine. Mit der Thronbesteigung Friedrich II. Ende Mai 1740 ging Knobelsdorff in gleicher Funktion in seine Dienste.
Am 1. März 1741 wurde Knobelsdorff dann als Gefreiterkorporal im Dragonerregiment „von Möllendorf“ Nr. 7 der Preußischen Armee angestellt und im August desselben Jahres zum Fähnrich ernannt. Mit dem Regiment kämpfte er im Feldzug 1741/42 bei Münsterberg, Troppau, Austerlitz und Olmütz. Im März 1743 wurde er Sekondeleutnant und 1750 Premierleutnant. 1745 kämpfte er bei Landeshut und bei Hohenfriedberg, 1757 Teilnahme an der Schlacht bei Groß-Jägersdorf, wo er eine eigene Schwadron führte. Am 5. April 1758 wurde Knobelsdorff Kapitän und Eskadronchef und bereits zwei Monate als Major in das Freiregiment Hordt versetzt. Er kämpfte in Schwedisch-Pommern und bei Driesen. 1759 war er an einem Vorstoß gegen die russischen Magazine dabei. Er war bis 1762 auch an allen anderen Gefechten des Freiregiments Hordt beteiligt. 1762 entwarf er eine Übereinkunft mit den österreichischen Oberst d'Alton in Schlesien, die letztlich auch geschlossen wurde (Waffenstillstand von Neubielau).
Als der Siebenjährige Krieg endete, wurde auch das Freiregiment aufgelöst und Knobelsdorff am 20. März 1763 beim Infanterieregiment „Queis“ Nr. 8 angestellt. Drei Monate später folgte seine Versetzung zum Regiment „Braunschweig-Bevern“ zu Fuß. Dort wurde er 1765 Oberstleutnant, 1767 Oberst und als solcher am 12. Februar 1771 Regimentskommandeur. Das Regiment befehligte Knobelsdorff mehr als zweieinhalb Jahre und wurde anschließend Kommandeur des Infanterieregiments „von Schwartz“ Nr. 49. Der König ernannte ihn schließlich am 20. Oktober 1776 zum Chef des Regiments „Stojentin“ zu Fuß in Stendal. Im Bayerischen Erbfolgekrieg führte er 1778 eine Brigade bei der Armee des Prinzen Heinrich und zeichnete sich im Gefecht bei Gabel aus. Auch sein altmärkisches Regiment war daran beteiligt. Nach dem Friede von Teschen hat er Schulen für Soldatenkinder und angehende Offiziere errichtet.
Im Feldzug gegen Holland 1787 führte er die Division auf dem linken Flügel. Armeeführer war damals der Herzog von Braunschweig. Der General wurde mit seinen Truppen nach Kleve geschickt. Von dort führte er am 13. September die dritte Kolonne durch die Grafschaft Zülphen nach Haag. Am Ende des Jahres marschierten die Soldaten wieder zurück in ihre Standquartiere. Anlässlich der Revue bei Magdeburg wurde Knobelsdorff am 28. Mai 1789 für seine langjährigen Verdienste zum Ritter des Schwarzen Adlerordens geschlagen.
Bei Ausbruch des Krieges 1792 gegen Frankreich blieb er zunächst in Stendal, während sein Regiment zum Korps des Herzogs von Braunschweig stieß. Als jedoch nach Verschlechterung der Kriegslage im März 1793 der Herzog krankheitshalber die Koalitionsarmee verlassen musste, übernahm Knobelsdorff für ihn den Oberbefehl der preußischen Truppen. Im Sommer 1793 zeichnete sich Knobelsdorff mit seinem Korps, wozu auch das altmärkische Regiment gehörte, bei Valenciennes so aus, dass er zum General der Infanterie befördert und mit einem besonderen Lob des Königs bedacht wurde. Außerdem ernannte ihn Friedrich Wilhelm II. auch zum Gouverneur von Küstrin.
Als häufiger Gast des Königs nahm der im Mai 1798 zum Feldmarschall beförderte General noch im Herbst 1799 an Manövern in Potsdam teil. Ein Schlaganfall, den er am 10. Dezember 1799 in Stendal erlitt, beendete sein Soldatenleben in der Garnisonsstadt seines Regiments. Er wurde in der St. Jacobi-Kirche in der Stadt beigesetzt.
Knobelsdorff stand der Stendaler Freimaurerloge Zur goldenen Krone jahrelang als Logenmeister vor. Er galt als universell gebildet und kannte als großer Jäger und Naturfreund die Stendaler Umgebung sowie die Letzlinger Heide sehr genau, die er für Wanderungen und Jagdausflüge nutzte. Als einer seiner bekanntesten Schüler gilt General Ernst von Rüchel, Generalinspekteur des preußischen Militärbildungswesens und Mitverlierer der Schlacht bei Jena am 14. Oktober 1806.
Zwischen 1741 und 1787 nahm er an allen Feldzügen Friedrichs II. teil und hatte das Glück weder verwundet noch gefangen zu werden.
Am 14. September 1762 wurde er zum Johanniter-Ritter geschlagen. Am 5. Juli 1797 wurde er Komtur der Johanniterkommende in Wietersheim.

## Familie
Knobelsdorff heiratete am 26. Dezember 1771 Dorothea Ulrike Charlotte von Ramin (* 16. Januar 1748; † 17. Oktober 1822 in Stendal), eine Tochter des Regierungspräsidenten Christian Friedrich von Ramin. Die Ehe blieb kinderlos.